# Danh sách đĩa nhạc của Boys Like Girls
Đây là danh sách đĩa nhạc của nhóm nhạc punk rock người Mỹ Boys Like Girls. Họ đã phát hành 3 album phòng thu, 1 album trực tiếp, 3 EP và 7 đĩa đơn.
Boys Like Girls cho ra mắt album phòng thu đầu tiên mang tên nhóm vào ngày 22 tháng 8 năm 2006. Trong tuần đầu phát hành thì album có doanh thu không như mong đợi và chỉ vươn lên được nửa dưới của bảng xếp hạng Billboard 200. Đĩa đơn đầu tiên của họ, "Hero/Heroine", xếp hạng 43 tại Billboard Hot 100 nhưng đĩa đơn thứ hai, "The Great Escape", đã thực sự tạo tiếng vang khi làm tăng doanh số bán hàng cho album. Đĩa đơn lọt top 40 tại Hot 100 giúp album trở lại và vươn lên vị trí 55 tại Billboard 200; và điều này đã giúp album được Hiệp hội Công nghiệp Thu âm Mỹ chứng nhận đĩa vàng vào ngày 11 tháng 1 năm 2008. Đĩa đơn thứ ba từ album, "Thunder", không đạt được thành công khi chỉ vươn lên vị trí 76 tại Hot 100; tuy nhiên bài hát lại được chứng nhận đĩa vàng nhờ vào doanh số bán ra.
Album phòng thu thứ hai mang tên Love Drunk được phát hành vào ngày 8 tháng 9 năm 2009. Đây là album thành công và phổ biến nhất của họ từ trước đến nay khi nó ra mắt Billboard 200 tại vị trí 8. Nó cũng ra mắt ở vị trí quán quân tại Billboard Top Rock Albums và vị trí 11 tại Canadian Albums Chart. Đĩa đơn chủ đề vươn lên vị trí 22 tại Hot 100, giúp họ có được đĩa đơn top 40 thứ hai. Đĩa đơn kỹ thuật số, "She's Got a Boyfriend Now", đạt vị trí 9 tại Billboard Bubbling Under Hot 100 tương ứng với vị trí 109 tại Billboard Hot 100. Đĩa đơn chính thức thứ hai từ album là "Two Is Better Than One" với sự góp giọng của nữ ca sĩ nhạc đồng quê Taylor Swift. Nó trở thành đĩa đơn top 40 thứ ba của họ, còn với Swift là đĩa đơn thứ 22; và nó cũng trở thành đĩa đơn thành công nhất của họ.
Năm 2012, Boys Like Girls thông báo rằng họ đang thu âm cho album phòng thu thứ ba mang tên Crazy World. Album dự kiến phát hành vào mùa thu năm 2012 nhưng phải dời lại đến tận tháng 12 mới phát hành. Nó được phát hành vào ngày 11 tháng 12 năm 2012 khi mà trước đó nhiều bài hát trong album đã bị rò rỉ. Đây là album mang âm hưởng pop, là album đánh dấu sự thay đổi phong cách của nhóm tuy nhiên nó chỉ vươn lên được vị trí 134 tại Billboard 200.

## Album

### Album phòng thu
| Boys Like Girls                                                             | - Album phòng thu đầu tiên - Ngày phát hành: Ngày 22 tháng 8 năm 2006 - Nhãn hiệu: Columbia/Red Ink | 55  | 14 | 1 | —  | 195 | - US: Vàng |
| Love Drunk                                                                  | - Album phòng thu thứ hai - Ngày phát hành: Ngày 8 tháng 9 năm 2009 - Nhãn hiệu: Columbia/Red Ink   | 8   | 1  | — | 11 | 110 |            |
| Crazy World                                                                 | - Album phòng thu thứ ba - Ngày phát hành: Ngày 11 tháng 12 năm 2012 - Nhãn hiệu: Columbia          | 134 | —  | — | —  | —   |            |
| "—" album không lọt được vào bảng xếp hạng hoặc không được phát hành tại đó | |     |    |   |    |     |            |

### EP
| Tên                     | Thông tin album                                                                      |
| ----------------------- | ------------------------------------------------------------------------------------ |
| AOL Music Sessions - EP | - EP đầu tiên - Ngày phát hành: Ngày 11 tháng 9 năm 2007 - Nhãn hiệu: Sony BMG       |
| Love Drunk EP           | - EP thứ hai - Ngày phát hành: Ngày 5 tháng 1 năm 2010 - Nhãn hiệu: Columbia/Red Ink |
| Crazy World EP          | - EP thứ ba - Ngày phát hành: Ngày 17 tháng 7 năm 2012 - Nhãn hiệu: Columbia         |

## Đĩa đơn
| 2007                                                                           | "Hero/Heroine"                                    | 43 | 22 | —  | —  | —  | —  | - US: Vàng                 | Boys Like Girls |
| 2007                                                                           | "The Great Escape"                                | 23 | 8  | 20 | 57 | 36 | 72 | - US: Bạch kim             | Boys Like Girls |
| 2008                                                                           | "Thunder"                                         | 76 | 21 | —  | —  | —  | —  | - US: Vàng                 | Boys Like Girls |
| 2009                                                                           | "Love Drunk"                                      | 22 | 8  | 35 | 32 | 24 | 44 | - US: Bạch kim - CAN: Vàng | Love Drunk      |
| 2009                                                                           | "Two Is Better Than One" (featuring Taylor Swift) | 18 | 7  | 14 | 18 | —  | —  | - US: Bạch kim - CAN: Vàng | Love Drunk      |
| 2010                                                                           | "Heart Heart Heartbreak"                          | —  | 31 | —  | —  | —  | —  |                            | Love Drunk      |
| 2012                                                                           | "Be Your Everything"                              | —  | —  | —  | —  | —  | —  | —                          | Crazy World     |
| "—" bài hát không lọt được vào bảng xếp hạng hoặc không được phát hành tại đó. |                                                   |    |    |    |    |    |    |                            |                 |

## Danh sách video

### Video album
| Tên                    | Thông tin album                                                                                |
| ---------------------- | ---------------------------------------------------------------------------------------------- |
| Read Between the Lines | - Video album đầu tiên - Ngày phát hành: Ngày 8 tháng 11 năm 2008 - Hãng đĩa: Columbia/Red Ink |

### Video âm nhạc
| Tên                        | Năm  | Đạo diễn                |
| -------------------------- | ---- | ----------------------- |
| Hero/Heroine (Version 1)   | 2006 |                         |
| "Hero/Heroine" (Version 2) | 2007 | Chris Vaglio/Mark Serao |
| "The Great Escape"         | 2007 | Alan Ferguson           |
| "Thunder"                  | 2008 | Josh Forbes             |
| "Heels Over Head" (live)   | 2008 | Doug Spangenberg        |
| "Love Drunk"               | 2009 | Travis Kopach           |
| "Two Is Better Than One"   | 2009 | Meiert Avis             |
| "Heart Heart Heartbreak"   | 2010 | Doug Spangenberg        |
| "Be Your Everything"       | 2012 | David McClister         |